# Oxymoron (Tüür)
Oxymoron is een compositie van de Estlandse componist Erkki-Sven Tüür. Het is geschreven voor het Klangspuren-festival te Schwaz, Tirol, Oostenrijk, vandaar de ondertitel Music for Tirol.
De titel Oxymoron verwijst naar de stijlfiguur. De compositie bevat een aantal muzikale stijlen, die niets met elkaar gemeen hebben, maar die samengevoegd toch één geheel vormen. Je hoort dwarrelende houten blaasinstrumenten, freejazzachtige koper blaasinstrumenten, rockend slagwerk en strijkers die in klanklagen hun bijdragen leveren. De tegenstellingen tussen de stijlen zorgen voor wrijving (dissonanten), micropolyfonie en tegengestelde muzikale belangen. Tegelijkertijd sluiten sommige onderdelen van de compositie in hun gelaagdheid bij elkaar aan, zoals een passage waarin strijkers met klassieke klanken tegenover de rockende slagwerker komen te spelen.
De première vond plaats op 12 september 2003 door het NYYD Ensemble en Olari Elts, die later ook de ECM-uitgave verzorgden.

## Samenstelling ensemble
- Alle instrumenten enkel bezet, behalve viool: dwarsfluit, hobo, klarinet, fagot, cornet, trompet, trombone, piano/synthesizer, percussie, 2x viool, altviool, cello en contrabas.

## Bron en discografie
- Uitgave ECM Records; NYYD-ensemble, o.l.v. Olari Elts (opname 2006).